# Sigfrid Lundberg
Ernst Sigfrid Lundberg (ur. 15 lutego 1895 w Funbo, zm. 20 maja 1979 w Uppsali) – szwedzki kolarz szosowy, srebrny medalista olimpijski.

## Kariera
Największy sukces w karierze Sigfrid Lundberg osiągał w 1920 roku, kiedy wspólnie z Harrym Stenqvistem, Ragnarem Malmem i Axelem Perssonem zdobył srebrny medal w drużynowej jeździe na czas podczas igrzysk olimpijskich w Antwerpii. Był to jedyny medal wywalczony przez Lundberga na międzynarodowej imprezie tej rangi. W rywalizacji indywidualnej Lundberg zajął 22. pozycję, co było najsłabszym wynikiem wśród Szwedów. Wielokrotnie zdobywał medale szosowych mistrzostw Szwecji, w tym osiem złotych. Nigdy jednak nie zdobył medalu na szosowych mistrzostwach świata.